# Melanezyjczycy

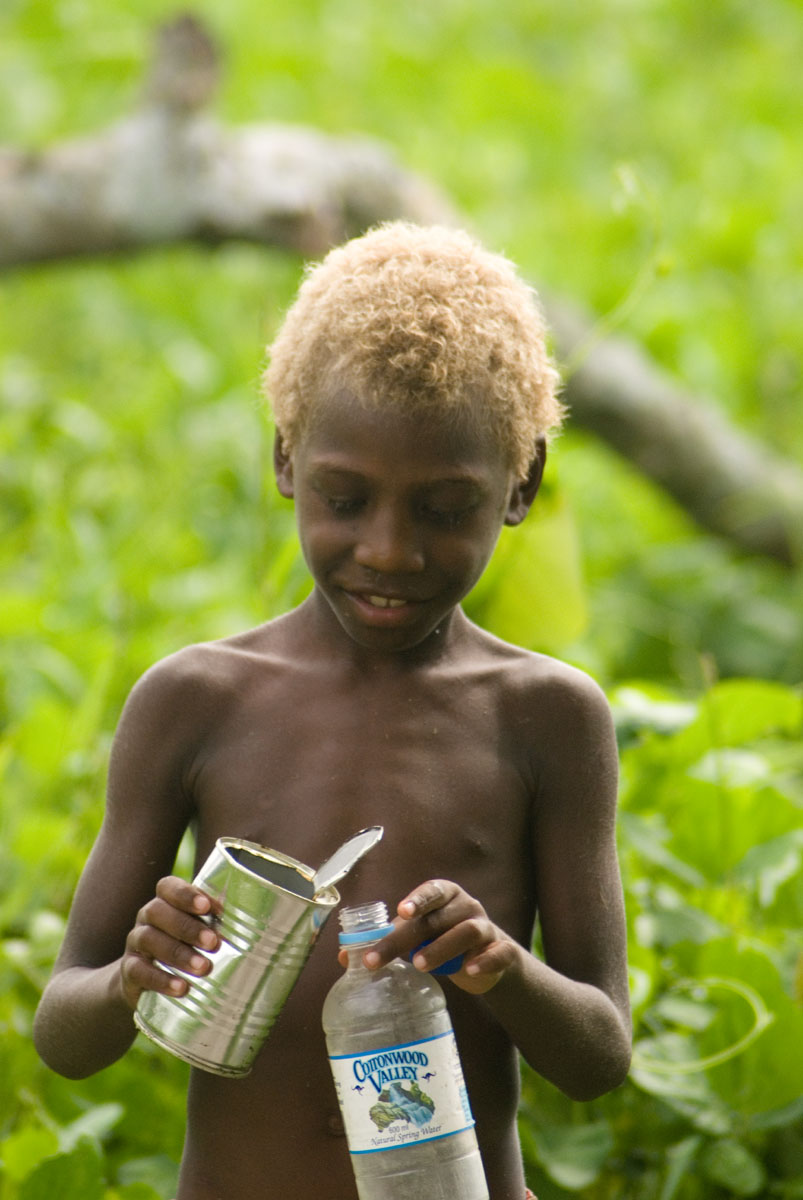
Chłopiec z Vanuatu

Melanezyjczycy – rdzenna ludność wysp Melanezji.

## Charakterystyka
W 1991 roku ich liczebność wynosiła ok. 1 mln. Zamieszkują Papuę-Nową Gwineę, Nauru, Wyspy Salomona, Vanuatu, Fidżi, wschodnią Indonezję oraz Timor Wschodni. Są wynikiem zmieszania się pierwotnej ciemnoskórej ludności z późniejszą napływową ludnością jasnoskórą, przybyłą do Melanezji z obszarów wschodniej i południowo-wschodniej Azji w trzech falach między XX a VIII wiekiem p.n.e. Są silnie zróżnicowani kulturowo, posługują się wieloma różnymi językami (języki austronezyjskie i papuaskie) oraz językami kreolskimi opartymi na angielskim (tok pisin, bislama). Podstawą gospodarki Melanezyjczyków jest przeważnie rybołówstwo i w mniejszym zakresie chów zwierząt. W tradycyjnych wierzeniach dużą rolę odgrywa magia i kult przodków.
Do ludności melanezyjskiej zalicza się Papuasów z Nowej Gwinei. Część badaczy jednak oddziela ich od wyspiarskich Melanezyjczyków, przede wszystkim ze względu na różnice językowe.
Na świecie blond włosy u ludzi występują rzadko poza Europą i innymi skupiskami ludzi o europejskim pochodzeniu. Jednakże Melanezyjczycy są jednym z nielicznych nieeuropejskich ludów i jedynym wśród czarnoskórych ludów, gdzie naturalnie występują blond włosy.